# 엔씨소프트
주식회사 엔씨소프트(NCSOFT)는 대한민국에 기반을 둔 온라인 · 모바일 게임 개발사 및 퍼블리셔이다. MMORPG 《리니지》, 《리니지2》, 《아이온》,《블레이드 & 소울》로 유명하다. 본사는 경기도 성남시 분당구 대왕판교로644번길 12 (삼평동)에, 본점은 서울특별시 강남구 테헤란로 509 (삼성동)에 있다.

## 역사

### 창업
엔씨소프트는 1997년 3월 한글 워드프로세서 한/글의 개발자인 업무용 소프트웨어 개발자 김택진에 의해 설립되었다. 엔씨소프트가 개발한 첫 번째 소프트웨어 중 하나는 NC HTML 편집기(NC HTML Editor)였다. 1998년 11월, 엔씨소프트는 리니지를 발표하였는데, 이 게임은 엔씨소프트의 데뷔작으로, 엔씨소프트의 게임들 중 가장 유명한 게임이다. 리니지의 성공으로 엔씨소프트는 중화민국, 중화인민공화국, 일본, 미국으로 진출했다.
2000년 7월 7일 코스닥에 상장하였으며, 2003년 5월 22일 거래소 이전 상장했다.
엔씨소프트는 2001년 4월 리처드 개리엇의 데스티네이션 게임즈와 제휴하기 위해 미국 텍사스주 오스틴에 엔씨 인터랙티브(NC Interactive)라는 자회사를 설립했다. 리니지의 개발자인 송재경 또한 오스틴으로 자리를 옮겼다. (이후 송재경은 엔씨소프트를 퇴사하여 자신의 회사 XL게임즈를 설립함) 엔씨 인터랙티브는 MMORPG의 개발과 엔씨소프트의 북미 지역의 지원을 담당했다.
엔씨소프트는 대한민국에서 2003년 10월 1일, 미국에서 2004년 4월 28일, 각각 리니지 II를 발표하였다. 또한 엔씨소프트는 길드워를 퍼블리싱 하였으며(길드워는 엔씨소프트의 자회사 아레나넷에서 개발한 게임이다), MMORPG 시티 오브 히어로와 시티 오브 빌런을 퍼블리싱 하였다. (이 두 게임은 크립틱 스튜디오에서 개발했다.)
2004년 7월, 엔씨소프트 유럽이 영국 브라이튼에서 설립되었다. 엔씨소프트 유럽은 2005년 2월 4일 시티 오브 히어로를 유럽 각국에서 서비스를 시작하였으며, 같은날 유럽용 리니지 II의 서버를 개설하였다.
2006년 2월, 타이페이 게임쇼에서 엔씨소프트는 엔씨 오스틴에서 개발하고 있던 던전러너의 클로즈드베타를 시작한다고 밝혔다. 이 게임은 이후 무료 게임으로 현재 엔씨소프트의 북미 게임 포탈 플레이엔씨에서 서비스되고 있다.

### 중흥기
2006년, 엔씨소프트는 오픈 소스 진영의 JMonkeyEngine의 개발자를 고용하였다. 또한, 2006년 E3에서 엔씨소프트는 새로운 MMORPG 아이온의 개발을 발표, 2008년 11월에 한국에서 서비스를 시작한데 이어 2009년에는 중국, 일본, 대만, 북미, 유럽에서도 서비스를 시작했다. 아이온의 음악은 양방언이 담당했다.
2011년 3월, 경상남도 창원시를 연고로 하는 프로야구 제 9구단 NC 다이노스를 창단하였다. 2012년에 KBO 퓨처스리그에 참가했고, 2013년부터 KBO 리그에 참가하고 있다.
2012년 2월, 엔트리브소프트의 지분 76%를 인수했다. 2012년 6월, 동양적 세계관의 대작 MMORPG 블레이드 & 소울 서비스를 시작하였다. 중국에는 2013년 11월, 북미/유럽에는 2016년 1월부터 서비스를 시작했다. 2012년 8월, 길드워2를 북미 시장에 론칭했고, 그 해 타임지의 ‘2012 올해의 게임’으로 선정되었다.
2016년 3월, 모바일 TCG 게임 ‘블레이드 & 소울 모바일’(战斗吧剑灵)을 중국에 론칭했다.
2018년 1월, 아이온 1월 17일 리플라이 패치를 통해 추억팔이를 하며 유저를 우롱 기만하는 행동에 대해 이에 화가난 유저들이 리니지M, 아이온등 NC소프트의 모든 게임의 사행성과 게임내 재화인 "키나"를 마음대로 회수삭제한것에 대해 재산에 대한 피해를 언급하며 집단행동을 나서 청원운동을 벌이고 있다.
2019년 11월 리니지2M을 국내에 출시했다.
2024년 매출 1조5781억원, 영업손실 1092억원을 기록했다. 연간 실적이 적자로 전환한 건 26년만이며 2000년 상장 후 처음이다.

## 연혁

### 1997년
- 3월 - (주)엔씨소프트 창립

### 1998년
- 9월 - 온라인게임 리니지 한국 상용서비스 개시
- 12월 - 리니지, 대한민국 게임대상 대상 수상

### 2000년
- 1월 - 영국 현지 법인 엔씨 인터랙티브 (NC Interactive) 설립
- 5월 - 미국 현지 법인 엔씨 인터랙티브(NC Interactive) 설립
- 7월 - 코스닥 등록
- 7월 - 리니지 대만 상용 서비스 개시
- 12월 - 리니지, 국내 최초 동시 접속자 수 10만 돌파

### 2001년
- 5월 - 미국 지사 엔씨 오스틴(NC Austin) 설립
- 5월 - 리차드 게리엇(Richard Garriott) 등 세계 정상급 미국 게임 개발자 영입
- 7월 - 리니지, 북미 상용 서비스 개시
- 8월 - 소프트뱅크 그룹과 일본 합작 법인 엔씨 재팬(NC Japan) 설립
- 12월 - 리니지, 세계 최초 동시 접속자 수 30만 돌파

### 2002년
- 3월 - 미국 크립틱 스튜디오(Cryptic Studios)와 시티 오브 히어로(City of Heroes) 퍼블리싱 계약
- 9월 - 리니지, 일본 상용 서비스 개시
- 12월 - 스타크래프트, 워크래프트의 핵심 개발자로 구성된 미국 아레나넷(ArenaNet) 인수

### 2003년
- 1월 - 시나(SINA)와 중국 합작 법인 엔씨 시나(NC-Sina) 설립
- 4월 - 리니지 중국 상용 서비스 개시
- 5월 - 한국증권거래소로 이전 상장
- 8월 - 엔씨 타이완(NC Taiwan) 설립
- 10월 - 리니지 II 한국 상용 서비스 개시
- 11월 - 엔씨소프트, 개인정보보호 우수업체로 선정 (한국정보통신산업협회)
- 12월 - 리니지 II 대한민국 게임대상 대상(대통령상) 수상

### 2004년
- 4월 - 시티 오브 히어로 미국 상용 서비스 개시
- 5월 - 리니지 II, 북미/대만 상용 서비스 개시
- 6월 - 리니지 II 일본 상용 서비스 개시
- 7월 - 트루(True Corporation Public Company Ltd.)와 태국 합작 법인 엔씨 트루(NC True) 설립
- 7월 - 유럽 현지 법인 엔씨소프트 유럽(NCsoft Europe) 설립
- 10월 - 중국 북경에 NCsoft China R&D Center 설립
- 11월 - 리니지 II 중국 상용 서비스 개시
- 11월 - 리니지 II 유럽 게이머를 위한 서버 오픈

### 2005년
- 3월 - 시티 오브 히어로 한국 상용 서비스 개시
- 4월 - 길드워 북미/유럽 상용 서비스 개시
- 5월 - 길드워 한국 상용 서비스 개시
- 6월 - 리니지 II 태국 상용 서비스 개시
- 9월 - 길드워 전 세계 1백만 계정 돌파
- 10월 - 시티 오브 빌런 북미/유럽 상용 서비스 개시

### 2006년
- 1월 - 길드워 일본 상용 서비스 개시
- 1월 - 엑스틸 한국 상용 서비스 개시
- 2월 - 길드워 대만 상용 서비스 개시
- 2월 - 일본 오사카에 엔씨소프트 재팬(NCsoft Japan) 설립
- 2월 - 시티 오브 히어로 유럽 상용 서비스 개시
- 4월 - 길드워 팩션(Guild Wars Factions) 상용 서비스 개시
- 4월 - 오토어썰트 북미/유럽 상용 서비스 개시
- 5월 - 엔씨소프트 차이나(NCsoft China) 설립
- 6월 - 길드워 2백만 계정 돌파
- 10월 - 길드워 나이트폴(Guild Wars Nightfall) 상용 서비스 개시
- 11월 - 리니지 II, 북미/유럽 10만 액티브 유저 돌파
- 12월 - 길드워 3백만 계정 돌파

### 2007년
- 5월 - 던전러너 북미 정식 서비스 개시
- 5월 - 소니(SCEI)와 전략적 제휴 체결
- 5월 - 길드워 400만 계정 돌파
- 5월 - 길드워 아이 오브 더 노스(Eye of the North) 상용 서비스 개시
- 5월 - 샨다 인터랙티브 엔터테인먼트와 전략적 제휴 체결
- 5월 - 리차드게리엇의 타뷸라라사 북미, 유럽 정식 서비스 개시

### 2008년
- 2월 - 길드워 500만 계정 돌파
- 4월 - 엔씨소프트 R&D센터 완공
- 11월 - 아이온: 영원의 탑 상용화 서비스 개시
- 12월 - 기능성게임 '푸드포스' 한글판 배포

### 2009년
- 1월 - 포인트블랭크 태국 상용 서비스 개시
- 4월 - 이노바시스템즈(Innova Systems Ltd)와 아이온 퍼블리싱 계약 체결
- 4월 - 아이온 중국 상용 서비스 개시
- 4월 - 길드워 600만장 판매
- 7월 - 아이온 일본, 대만 상용 서비스 개시
- 9월 - 아이온 북미/유럽 상용 서비스 개시
- 10월 - LG전자-인텔과 전략적 제휴 체결
- 10월 - 인텔과 글로벌 협력 체계 구축
- 12월 - 아이온 러시아 서비스 개시
- 12월 - 웹게임 ‘무림제국’ 서비스 개시
- 12월 - 캐주얼게임 개발사 ‘제페토’ 지분 인수

### 2010년
- 1월 - 개인정보관리보호 국제인증 획득
- 3월 - 캐주얼게임 개발사 ‘넥스트플레이’ 지분 인수
- 5월 - 서울대학교 ‘온라인 지식 나눔 서비스(SNUi)’ 후원
- 9월 - ‘펀치몬스터’ 정식 서비스 개시
- 10월 - ‘드래고니카’ 정식 서비스 개시
- 12월 - ‘N 서비스’ 개시

### 2011년
- 3월 31일- NC 다이노스 프로야구단 창단 (구단 명칭 확정은 2012년 8월 12일)
- 6월 - 웹게임 '무림제국' 업데이트 중단
- 8월 - 웹게임 '마이트앤매직 히어로즈킹덤즈' 업데이트 중단

### 2012년
- 6월 - 넥슨, 엔씨소프트의 지분 14.7%를 인수하여 엔씨소프트 최대주주가 됨 (경영권 미 인수. 넥슨은 2015년 10월 엔씨소프트 지분 전량 매각함.)
- 6월 - 블레이드 앤 소울, 정식서비스 시작(상용화)
- 8월 - 길드워2, 북미/유럽에서 정식서비스 시작
- 11월 - 블레이드 앤 소울, 게임대상 2012에서 대상인 대통령상을 수상(엔씨소프트 게임대상에서 대통령상을 4번 받은 유일한 게임업체)
- 12월 - 길드워2, 타임지 ‘2012 올해의 게임’ 선정

### 2013년
- 8월, 판교 R&D센터 완공
- 11월 – 블레이드 앤 소울, 중국 서비스 시작
- 12월 11일 - 모바일 매거진 '버프(BUFF)' 출시[3]

### 2014년
- 6월 - 와일드스타 북미/유럽 상용서비스 개시

### 2015년
- 5월 - 북미법인 엔씨웨스트(NC West)의 모바일 스튜디오 설립 (“Iron Tiger Studios”)
- 10월 - 길드워2: 가시의 심장(Heart of Thorns™) 상용서비스 개시

### 2016년
- 1월 - 블레이드 앤 소울, 한국, 중국, 일본, 대만에 이어 북미/유럽 정식 서비스를 시작.

### 2018년
- 1월 - NC소프트의 아이온의 리플라이 패치로 키나를 몰수, 거래불가능한 대체품 지급에 대해 재산피해를 야기, 사기에 가까운 이벤트로 과금유도를 하는등의 행위로인해 유저들이 NC소프트 모든 게임에 대해 사행성조장에 대해 법의 개편과 사행성 조장 게임 과금 컨텐츠를 규제 해달라는 목소리를 내며 단체행동에 나서고 있다.

### 2019년
- 11월 - 리니지2M을 출시했다.

### 2021년
- 4월 - 프로야구 H3가 서비스를 시작했다.

### 2024년
- 10월 - 엔씨큐에이, 엔씨아이디에스로 분할됐다.

## 게임

### 제작한 게임
| 제목               | 장르              | 플랫폼 | 서비스지역                                                                              |
| ------------------ | ----------------- | ------ | --------------------------------------------------------------------------------------- |
| 리니지             | MMORPG            | PC     | 대한민국 · 일본 · 미국 · 중화인민공화국 · 중화민국                                      |
| 리니지2            | MMORPG            | PC     | 대한민국 · 일본 · 미국 · 중화인민공화국 · 중화민국 · 유럽 · 인도네시아 · 러시아         |
| 아이온: 영원의 탑  | MMORPG            | PC     | 대한민국 · 일본 · 미국 · 중화민국 · 유럽 · 태국 · 러시아                                |
| 아이온: 영원의 탑2 | MMORPG            | 모바일 | 대한민국 · 일본 · 미국 · 중화민국 · 유럽 · 태국 · 러시아                                |
| 블레이드 앤 소울   | MMORPG            | PC     | 대한민국 · 중화인민공화국 · 중화민국 · 일본 · 미국 · 유럽                               |
| 길드워             | MMORPG            | PC     | 미국 · 일본 · 유럽 · 싱가포르 · 말레이시아 · 필리핀 · 칠레 · 브라질 · 태국 · 아르헨티나 |
| 길드워2            | MMORPG            | PC     | 미국 · 중화인민공화국 · 유럽                                                            |
| 작룡문             | 보드게임          | PC     | 일본                                                                                    |
| 프로야구 H2        | 스포츠 시뮬레이션 | 모바일 | 대한민국                                                                                |
| 프로야구 H3        | 스포츠 시뮬레이션 | 모바일 | 대한민국                                                                                |

### 개발 중인 게임
| 제목          | 장르   | 플랫폼 | 출시예정일 | 비고 |
| ------------- | ------ | ------ | ---------- | ---- |
| 리니지 이터널 | MMORPG | PC     | 미정       |      |
| AION Legions  | RPG    | Mobile | TBA 2016   |      |

### 서비스 종료한 게임
| 제목              | 장르      | 플랫폼 | 서비스지역  |
| ----------------- | --------- | ------ | ----------- |
| 와일드 스타       | MMORPG    | PC     | 서비스 종료 |
| MXM               | 슈팅 액션 | PC     | 서비스 종료 |
| 시티 오브 히어로  | MMORPG    | PC     | 서비스 종료 |
| 마법학교 아르피아 | MMORPG    | PC     | 서비스 종료 |
| 비쥬마츄          | 퍼즐게임  | PC     | 서비스 종료 |
| 명인장기          | 보드게임  | PC     | 서비스 종료 |
| 클래식맞고        | 보드게임  | PC     | 서비스 종료 |
| 선언맞고          | 보드게임  | PC     | 서비스 종료 |
| 골든포커          | 보드게임  | PC     | 서비스 종료 |
| 미션아르피아      | TCG       | PC     | 서비스 종료 |

## 기업의 사회적 책임
엔씨소프트의 창립 15주년(2012년)을 맞아 엔씨소프트의 사회공헌 활동을 총괄하는 비영리 공익 재단 엔씨소프트문화재단 설립.
엔씨소프트문화재단은 ‘사회적 약자에 대한 배려’와 우리사회의 질적 도약을 위한 가치 창출’을 지향하며 사회공헌 활동을 더욱 체계적, 지속적으로 수행 하고 있음.

### 엔씨소프트문화재단주요 활동
사회적 약자에 대한 배려뿐 아니라 우리 사회의 가치 제고 및 문화적 삶의 질 향상, 건강한 게임문화 확립, 다양한 문화생활을 즐길 수 있는 사회적 환경 조성 등에 노력을 기울이고 있다. 특히, 재단은 출연자 엔씨소프트의 뛰어난 분야인 게임 및 소프트웨어 개발을 통해 우리 사회를 이롭게 하는 활동을 주요 사업으로 하며, 게임사전 제작, 야구를 통한 사회공헌, 특수학교 및 부산 소년의 집 후원 등 비영리 공익목적의 사회공헌 활동을 수행 중

## 엔씨 소프트에 일어난 각종 사건들

### 리니지 II 개인정보 노출사건
2005년 5월 대한민국 리니지II의 사용자 개인정보가 노출되는 사건이 발생했다. 엔씨 소프트가 게임을 업데이트 하면서 엔지니어의 실수로 사용자들의 아이디와 비밀번호가 암호화되지 않은 채 저장된게 발단이었다. 이로 인해 동월 11일부터 16일까지 엿새 동안 게임에 접속을 시도한 모든 컴퓨터에 개인의 비밀번호 등이 그대로 노출됐으며, 피해자는 약 50만명으로 추산된다.

### 리니지 명의 도용 사건
2006년 2월 13일 엔씨 소프트는 누군가가 자신의 주민등록번호를 도용해 게임계정을 생성했다는 내용의 신고가 약 500건 접수됐다고 발표했다.
발표직후 경찰의 수사가 이루어졌으며, 경찰의 수사결과에 의하면 국내 작업장 운영자들이 다량의 계정을 이용해 매크로 등을 사용하여 리니지의 사이버머니와 아이템을 대량 확보하기 위한 목적으로, 약 28만건의 개인정보를 도용해 리니지에 가입시킨 사건이었다. 이 사건에 관여되었던 모든 작업장 사장들은 입건되었으며, 사건을 방조한 엔씨소프트에도 책임이 있다하여 엔씨소프트 또한 입건되었다.
이 사건은 한때 대한민국의 사회적 이슈가 되었으며, 대한민국 최대 주민등록번호 도용사건 중 하나로 기록됐다.
이 사건은 엔씨소프트에서 개인정보가 유출된것이 아니라, 작업장 사장들이 대량의 개인정보를 도용해 리니지 계정을 생성한 사건이다.

### 리니지 III 소스 유출 시도 사건
2007년 4월 27일 서울지방경찰청은 엔씨소프트 전(前) 직원 7명이 리니지 III의 소스 코드를 일본 유명 게임 개발사에 팔려고 시도한 혐의가 있다고 밝혀졌다. 엔씨소프트에 의하면 잠재적인 손실은 1억달러에 달한다고 한다.

### 3D 기술 침해 논란
2009년 3월 12일 월즈닷컴의 CEO 톰 키드린은 2008년 12월 엔씨소프트의 시티오브히어로, 시티오브빌런, 던전러너, 엑스틸, 길드워, 리니지, 리니지2, 타뷸라라사 게임들이 자사의 가상현실과 관련된 특허권을 침해했다는 소송을 제기하였다.

### 리니지M 불성실한 보상 논란
2021년 1월, '문양 저장 및 복구 기능'인 아이템 업데이트 롤백(저장해두었던 상태로 돌릴 수 있는 기능)을 추가하겠다고 발표했다. 그러나 고과금 이용자들이 형평성에 어긋난다며 문제를 제기하였고, 엔씨소프트는 업데이트를 취소하기로 결정했다. 하지만 이미 과금한 이용자들에게 환불을 해주는 과정에서 마찰이 심해졌고, 불매 운동으로까지 번졌다.